# Glenea mussardi
Glenea mussardi é uma espécie de escaravelho da família Cerambycidae.